# Lycaena amphyssina
Lycaena amphyssina är en fjärilsart som beskrevs av Otto Staudinger 1889. Lycaena amphyssina ingår i släktet Lycaena och familjen juvelvingar. Inga underarter finns listade i Catalogue of Life.